# Hellig Kors Kloster
Hellig Kors Kloster er navnet på et kloster der er beliggende på den jyske hede nærmere betegnet i Lem nærheden af Skjern. Klosteret er et evangelisk luthersk kloster der blev opført i 1950erne og 1960erne, oprettet af pastor Hakon Rabjerg.